# Rubus grewiifolius
Rubus grewiifolius är en rosväxtart som beskrevs av Sijfert Hendrik Koorders och Wilhelm Olbers Focke. Rubus grewiifolius ingår i släktet rubusar, och familjen rosväxter. Inga underarter finns listade i Catalogue of Life.